# Proterogyrinus
Proterogyrinus – karboński (żył około 323-290 milionów lat temu) płaz, będący jednym z najwcześniejszych przedstawicieli podrzędu Embolomeri. Jego nazwa znaczy pierwotny wędrowiec.

## Tryb życia
Proterogyrinus był zwierzęciem drapieżnym. Zamieszkiwał podmokłe lasy. Jego budowa wskazuje, że mógł żyć i polować zarówno w wodzie, jak i zapuszczać się, w przeciwieństwie do innych płazów, głęboko na ląd.

## Budowa
- Mierzył około 1-2 metrów długości, co czyniło go jednym z największych drapieżników swoich czasów.
- Jego szyja, jak i tułów były względnie krótkie. Kręgosłup składał się z 32 kręgów przedkrzyżowych. Ich budowa jest nieznacznie różna od kręgów innych przedstawicieli grupy Reptiliomorpha, do której Proterogyrinus należał. Jednocześnie krąg szczytowy nosi wyraźne podobieństwo do tej grupy.
- Zwierzę posiadało mocne szczęki, wyposażone w ostre zęby. Mogło dzięki nim chwytać zwierzynę znacznych rozmiarów.
- Wgłębienia w czaszce wskazują, że być może mieściła się w nich błona bębenkowa.
- Budowa kości ramieniowej była względnie prosta. Kończyny były dobrze wykształcone, ale zasięg ich ruchów: dość ograniczony.
- Spłaszczony ogon służył do poruszania się w wodzie.

## Gatunki
Odnaleziono 2 gatunki należące do rodzaju Proterogyrinus: Proterogyrinus pancheni ze Szkocji oraz Proterogyrinus scheeleri z Wirginii Zachodniej. Oba pochodzą mniej więcej z tego samego czasu, ale amerykański gatunek jest nieznacznie wcześniejszy.

## Proterogyrinus w mediach
Zwierzę zostało przedstawione w odcinku serialu Zanim przywędrowały dinozaury, opisującym życie w karbonie, jako polujące między innymi na praważkę Meganeura. Przedstawiono także pojedynek proterogyrinusa z artropleurą.
| ← mln lat temuProterogyrinus |          |            |          |          |           |         |          |         |          |           |      |    |
| Prekambr←4,6 mld             | Kambr541 | Ordowik485 | Sylur443 | Dewon419 | Karbon359 | Perm299 | Trias252 | Jura201 | Kreda145 | Paleog.66 | Ng23 | Q2 |